# 세르게이 카라쇼프 (축구 심판)
세르게이 겐나디예비치 카라쇼프(러시아어: Сергей Геннадьевич Карасёв, 1979년 6월 2일 ~ )는 러시아의 축구 심판이다. 2008년부터 러시아 프리미어리그 심판을 맡고 있으며, 2010년부터 국제축구연맹 주관 대회의 심판도 맡고 있다.

## 심판 경력

### FIFA 월드컵
2018년 FIFA 월드컵
- 2018년 6월 26일:  오스트레일리아 -  페루 (C조)

### FIFA U-20 월드컵
2017년 FIFA U-20 월드컵
- 2017년 5월 20일:  바누아투 -  멕시코 (B조)
- 2017년 5월 27일:  우루과이 -  남아프리카 공화국 (D조)

### 올림픽
2016년 하계 올림픽
- 2016년 8월 7일:  일본 -  콜롬비아 (B조)

### UEFA 유럽 축구 선수권 대회
UEFA 유로 2016
- 2016년 6월 15일:  루마니아 -  스위스 (A조)
- 2016년 6월 18일:  아이슬란드 -  헝가리 (F조)

UEFA 유로 2020
- 2021년 6월 16일:  이탈리아 -  스위스 (A조)
- 2021년 6월 23일:  독일 -  헝가리 (F조)
- 2021년 6월 27일:  네덜란드 -  체코 (16강전)

## 개인 생활
카라쇼프는 헤비 메탈 음악을 좋아하며 미국의 스래시 메탈 밴드인 슬레이어의 팬이기도 하다.